# Nationalpark Biebrza
Der Nationalpark Biebrza (poln.: Biebrzański Park Narodowy (BbPN)) ist ein Nationalpark und befindet sich im nordöstlichen Teil Polens in der Woiwodschaft Podlachien. Die Nationalparkverwaltung wurde innerhalb der Schutzgebietsfläche im Dorf Osowiec-Twierdza angesiedelt. Bereits in der Zwischenkriegszeit existierten zwei Naturreservate im Gebiet des heutigen Nationalparks: Czerwone Bagno und Grzędy. 

## Beschreibung
Der Nationalpark Biebrza (BbPN) wurde durch eine Verordnung des Ministerrats vom 9. September 1993 zum Nationalpark deklariert und ist der flächenmäßig größte Nationalpark von den derzeit 23 ausgewiesenen Nationalparks in Polen. Ein Hauptziel des Nationalparks ist die Erhaltung der ausgedehnten Torfmoore des Biebrza-Flusstales und die dort vorkommende Flora und Fauna einschließlich der angrenzenden Gebietsflächen die als Pufferzone dienen. Die Gesamtfläche beträgt 592,23 km² mit einem kleinen Teil des Sokólskie-Gebirges. In die Pufferzone des Parks wurden das Biebrza-Becken, das Sokólskie-Gebirge, das Białystok-Hochland, das Kolno-Hochland und das obere Narew-Tal einbezogen. Innerhalb der Parkgrenzen wurden acht fragmentierte Enklaven zugelassen die nicht zum Nationalparkgebiet gehören und den Einwohnern der sieben bestehenden Dörfer zum Getreideanbau, als Wiesen und Viehweide oder Siedlungsflächen zur Verfügung gestellt wurden.
Die Besonderheiten des Nationalparks sind das breite Flusstal des natürlich mäandernden Flusses Biebrza und dem größten Torfmoorkomplex Polens den Biebrza-Sümpfen. Es besteht ein Mosaik aus Biotopen und Feuchtgebieten mit einer extensiven Landwirtschaft der Bewohner der Dörfer die seltenen und gefährdeten Pflanzen-, Vogel- und andere Tierarten einen Lebensraum bieten. Charakteristisch für den Nationalpark Biebrza sind ausgedehnte Landschaften, Ökosysteme und Lebensräume, die außerhalb der Schutzgebiete vielfach durch Entwässerung von Sümpfen und Torfmooren zerstört wurden.

## Klima
Die Biebrza-Sümpfe befinden sich im Nordosten Polens einer der kältesten Regionen des Landes. Entsprechend der Lage ist das Klima fast kontinental mit Elementen aus dem subborealen Klima und zeichnet sich durch einen langen Winter, einen kurzen Vorfrühling und eine kurze Vegetationsperiode aus.
Frosttage wurden an 57 bis 66 Tagen im Jahr erreicht, wobei der Winter insgesamt zwischen 107 und 117 Tage lang andauert. Der Februar wurde als kältester Monat und der Juli als wärmster Monat im Jahresverlauf aufgezeichnet. Eine geschlossene Schneedecke wurde an rund 140 Tagen im oberen Biebrza-Becken und an bis zu 110 Tagen im unteren Biebrza-Becken vorgefunden. Im Winter herrschen Winde aus Südwesten vor die vergleichbar sind mit denen im Sommer aus Westen und Südwesten. Nachtfröste mit starken Temperaturabfällen sind typisch für den Nationalpark und führen zu zwei bis vier Frosttagen im Mai und im Juni. Der Sommer dauert zwischen 77 und 85 Tagen und es wurden zwischen 30 und 70 Nebeltage verzeichnet die in den Torfmooren doppelt so hoch sind wie über den Gebietsflächen im Hochland.
Im Biebrza-Flusstal wurden reduzierte Niederschläge (550 mm) im Vergleich zu den benachbarten Hochebenen (600 mm und mehr) gemessen bei einer Verteilung der Niederschläge in der nördlichen Hälfte des Biebrza-Beckens mit weniger Niederschlag (470–550 mm) als im südlichen Teil (>550 mm).

## Ramsar-Schutzgebiet
Die in Europa einzigartigen Sumpf- und Torfgebiete sowie eine besonders artenreiche Fauna mit einer außergewöhnlich vielfältigen Vogelwelt waren der Grund dafür, dass der Park am 24. Oktober 1995 auf die Ramsar-Konventionsliste der geschützten Gebiete gesetzt wurde. Die deklarierte Schutzgebietsfläche unter der Ramsar-Gebietsnummer 756 beträgt 59.233 ha und ist deckungsgleich mit der Nationalparkfläche.

## Europäisches Vogelschutzgebiet
Das nach der Natura 2000 Richtlinie ausgewiesene Vogelschutzgebiet (SPA) wurde im November 2004 offiziell auf einer Gebietsfläche von 148.509 ha mit der Bezeichnung „Ostoja Biebrzańska“ (PLB200006) deklariert. Das Vogelschutzgebiet inkludiert den Nationalpark und das FFH-Gebiet vollständig und erweitert die Schutzgebietsfläche in den Randgebieten um weitere rund 27.000 ha.

## FFH-Gebiet
Als FFH-Gebiet „Dolina Biebrzy“ wurde mit der Kennzeichnung PLH200008 eine Gebietsfläche von 121.206 ha im Februar 2008 ausgewiesen die die Nationalparkfläche vollständig inkludiert beziehungsweise nimmt der Nationalpark 49,27 % der Gebietsfläche des FFH-Gebietes ein.

## Flora und Fauna

### Flora
Die Flora im Nationalpark ist vergleichbar mit den angrenzenden Gebietsflächen und es wurden über 1000 Arten von Gefäßpflanzen darunter über 900 innerhalb der Grenzen des Nationalparks aufgezeichnet. Für 90 Pflanzenarten wurde ein vollständiger Schutz und für 17 Pflanzenarten ein teilweiser Schutz festgelegt um die gefährdeten Bestände zu schützen. 45 Pflanzenarten wurden in der „Roten Liste der gefährdeten Gefäßpflanzen in Polen“ aufgenommen darunter 20 Orchideenarten.
Folgende stark gefährdete Pflanzenarten im Anhang II der FFH-Richtlinie wurden bei einer durchgeführten Untersuchung im Nationalpark aufgezeichnet:
Die Sumpf-Engelwurz (Angelica palustris), das Firnisglänzende Sichelmoos (Hamatocaulis vernicosus), das Sumpf-Glanzkraut (Liparis loeselii), die Finger-Kuhschelle (Pulsatilla patens), der Moor-Steinbrech (Saxifraga hirculus) und das vorblattlose Leinblatt (Thesium ebracteatum).
Weitere Pflanzenarten sind beispielhaft das Europäische Wanzenkraut (Actaea europaea), das Große Windröschen (Anemone sylvestris), der Vielteilige Rautenfarn (Botrychium multifidum), die Schlamm-Segge (Carex limosa), die Gewöhnliche Brenndolde (Selinum dubium), die Korallenwurz (Corallorhiza trifida), der Rundblättrige Sonnentau (Drosera rotundifolia), der Bittere Fransenenzian (Gentianella amarella), der Türkenbund (Lilium martagon), die Violette Sommerwurz (Phelipanche purpurea), die Heidelbeer-Weide (Salix myrtilloides) und der Kleine Wasserschlauch (Utricularia minor).

### Fauna
Das Biebrza-Flusstal ist weitgehend in seiner natürlichen Ausprägung erhalten geblieben das weitgehend aus Sumpf- und Wasserökosystemen besteht und miteinander vernetzt ist. Aufgrund der Größe der Schutzgebietsfläche besteht eine große Vielfalt an Lebensräumen für die vorhandene Fauna darunter 48 Säugetierarten mit 10 Fledermausarten. Besonders häufig kommt die Nordische Wühlmaus (Microtus oeconomus) vor die von den sumpfigen Schutzgebietsflächen profitiert. Weitere besondere Säugetierarten sind der Wolf (Canis lupus), der Fischotter (Lutra lutra), der Elch (Alces alces) und der Europäische Biber (Castor fiber). Für den Elch besteht ein eigenes Elchschutzgebiet in dem rund 400 Tiere nachgewiesen wurden. Der Biber wurde nach dem Zweiten Weltkrieg angesiedelt und ist heute ein weit verbreitetes Tier im Nationalpark.
Im Biebrza-Becken und im damit verbundenen europäischen Vogelschutzgebiet wurden 302 Vogelarten beobachtet. Insgesamt 198 Vogelarten nisten im Nationalpark, von denen 168 Vogelarten regelmäßig und 19 Vogelarten gelegentlich brüten. Das Biebrza-Flusstal ist das wichtigste Refugium für die Bekassine (Gallinago gallinago), den Schreiadler (Clanga pomarina), die Weißflügelseeschwalbe (Chlidonias leucopterus) und den Wachtelkönig (Crex crex) in Mittel- und Westeuropa. Der Nationalpark ist ein wichtiger Rastplatz für wandernde Watvögel, Enten, Gänse und Kraniche während des jährlichen Vogelzuges. Aus diesen Gründen wurde das Biebrza-Flusstal zum Vogelschutzgebiet von europäischer und globaler Bedeutung deklariert. Im Nationalpark wurden weiteren Vogelarten ein besonderer Schutzstatus zugewiesen zum Beispiel die Spießente (Anas acuta), der Steinadler (Aquila chrysaetos), die Rohrdommel (Botaurus stellaris), der Schlangenadler (Circaetus gallicus), der Mittelspecht (Leiopicus medius), der Zwergadler (Hieraaetus pennatus), das Blaukehlchen (Luscinia svecica), der Wespenbussard (Pernis apivorus), der Kampfläufer (Calidris pugnax), das Tüpfelsumpfhuhn (Porzana porzana) und der Rotschenkel (Tringa totanus).
Im Gewässersystem der Biebrza wurden 36 Fischarten nachgewiesen und als große Seltenheit das ukrainische Bachneunauge (Eudontomyzon mariae) entdeckt. Die Anzahl der Fische und die gesamte Biomasse der Fische ist hier höher als in anderen Tieflandflüssen Polens und bietet ein reichhaltiges Nahrungsangebot. 
Folgende stark gefährdete Fischarten im Anhang II der FFH-Richtlinie wurden bei einer durchgeführten Untersuchung im Nationalpark aufgezeichnet:
Der Rapfen (Leuciscus aspius), der Steinbeißer (Fisch) (Cobitis taenia), der Europäische Schlammpeitzger (Misgurnus fossilis) und der Bitterling (Fischart) (Rhodeus amarus).
Im Nationalpark wurden fünf Reptilien- und zwölf Amphibienarten festgestellt. Bei den Wirbellosen wurden mehr als 700 Arten gefunden, darunter 94 Arten von tagaktiven Schmetterlingen. Das Vorkommen von 448 Spinnenarten mit 71 seltenen und 10 endemischen Spinnenarten wurde an wenigen repräsentativen Untersuchungsstellen aufgezeichnet. Daneben wurden mehr als 500 Käferarten, 42 Köcherfliegenarten und 19 Blutegelarten klassifiziert.

## Schutzzweck
Die Biebrza-Sümpfe gelten als wichtige Refugien für an Feuchtgebiete angepasste Vogelarten Mitteleuropas. Aufgrund dieser wertvollen Feuchtgebiete und als Lebensraum für Wasservögel wurde der Biebrza-Nationalpark im Jahr 1995 in die Liste der Ramsar-Konvention über Feuchtgebiete von internationaler Bedeutung aufgenommen und seitdem streng geschützt.
Auf internationaler Ebene wurde das Biebrza-Flusstal als Vogelschutzgebiet von europäischem Rang gemäß der Klassifikation von BirdLife International deklariert und seit dem Jahr 2004 wurde eine Einbeziehung in das Natura 2000 Netz bestätigt. Derzeit bestehen Einstufungen als ausgewiesene Schutzgebiete im Rahmen der besonderen Schutzgebiet für Vögel (PLB200006 „Ostoja Biebrzańska“) mit einer Schutzgebietsfläche von 1485,0933 km² und FFH-Gebiet (PLH200008 „Dolina Biebrzy“) mit einer Schutzgebietsfläche von 1212,0623 km² die sich beide miteinander überschneiden und die Schutzgebietsfläche des Nationalparks vollständig einschließen.

### Wissenschaftlicher Rat
Der wissenschaftliche Rat ist ein meinungsbildendes und beratendes Organ des Direktors des Nationalparks und wurde mit Beschluss vom 10. August 2020 durch den Umweltminister Michał Woś ernannt. Der Rat besteht aus zwanzig Mitgliedern mit einer Amtszeit von fünf Jahren. Die Aufgaben bestehen aus der Bewertung des Zustandes der natürlichen Ressourcen und Lebensräume, der Abgabe von Stellungnahmen zum Entwurf des Schutzplanes und den Schutzaufgaben des Nationalparks, die Bewertung der Umsetzung der Bestimmungen des Schutzplanes und der jährlichen Schutzaufgaben mit Einstufung der Wirksamkeit der Schutzmaßnahmen, die Abgabe von Stellungnahmen zu Forschungs- und Wissenschaftsprogrammen auf dem Gebiet des Naturschutzes, die allgemeine Präsentation zu Fragen des Naturschutzes und der Funktionsweise des Nationalparks.

## Kulturdenkmäler

### Festung Osowiec
Die Festung Osowiec ist neben dem Augustów-Kanal das wertvollste historische Gebäude im Nationalpark und befand sich an der einzigen Straßenkreuzung durch die Biebrza-Sümpfe an der Verengung des Biebrza-Tals. Die Festung war von großer strategischer Bedeutung und eine wichtige Befestigung, die die Westgrenzen des Russischen Reiches verteidigte. Der Bau der Festungsanlage begann im Jahr 1882 und wurde im Jahr 1892 abgeschlossen. Für den Bau verlegten die Behörden das Dorf Osowiec gewaltsam um zwei Kilometer nach Norden an seinen heutigen Siedlungsplatz.

### Augustów-Kanal
Der Augustów-Kanal wurde von 1824 bis 1839 gebaut und wurde als ein Denkmal der technischen Architektur Klasse I in Polen ausgewiesen. Der Kanal verläuft im Schutzgebiet des Biebrza-Nationalparks in der Nähe der Städte Polkowo und Dębowo. Die Schleuse in Dębowo wurde in den Jahren 1826/27 errichtet und ermöglicht den Wasseraustausch zwischen dem Fluss Biebrza und dem Kanal. Ursprünglich wurde der Kanal, der den Fluss Biebrza mit dem Fluss Njemen (Memel) verband, als Teil eines größeren Projektes geplant, einer Wasserstraße von der Weichsel zum Ostseehafen Ventspils. Diese neue Handelsroute sollte das Königreich Polen unabhängig von den von Preußen erhobenen Zöllen machen.

### Industriearchitektur
Im Nationalpark wurden holländische Holzwindmühlen in Kamienna Stara (1902), Suchowola (1906), Nowy Dwór (1935) und Zabiel (1924, 1955) sowie Wassermühlen in Goniadz (19. Jahrhundert) und Karwów (1947) errichtet.

## Verkehrsanbindung
Durch den Bau der geplanten Straße Droga ekspresowa S16 als Teil der Via Carpathia von Ełk nach Knyszyn wird sich die Straßenverkehrsanbindung verbessern.